# Silver Apples (álbum)
Silver Apples é o auto-intitulado álbum de estreia do grupo de rock experimental Silver Apples, lançado em 1968 pela Kapp Records. O álbum foi relançado em 1997 pela MCA Records, em uma compilação com o segundo álbum da banda, Contact.
Este álbum é apontado por muitos como um dos primeiros registros a combinar música eletrônica e rock, sendo predecessor do krautrock, do space rock, e até mesmo, da música eletrônica e indie rock. Foi o álbum mais bem sucedido da banda original, mesmo tendo alcançado apenas a posição 193 da Billboard 200.
| Críticas profissionais                                                      | Críticas profissionais |
| Avaliações da crítica                                                       | Avaliações da crítica  |
| Fonte                                                                       | Avaliação              |
| --------------------------------------------------------------------------- | ---------------------- |
| allmusic                                                                    | [ 2 ]                  |
| Esta tabela precisa de ser acompanhada por texto em prosa. Consulte o guia. |                        |

## Faixas
1. "Oscillations" (Danny Taylor, Stanley Warren) - 2:48
2. "Seagreen Serenades" (Simeon, Warren) - 2:55
3. "Lovefingers" (Simeon, Warren) - 4:11
4. "Program" (Simeon, Warren) - 4:07
5. "Velvet Cave" (Simeon, Warren) - 3:30
6. "Whirly-Bird" (Simeon, Warren) - 2:41
7. "Dust" (Simeon, Warren) - 3:40
8. "Dancing Gods" (cerimonial dos índios Navajos) - 5:57
9. "Misty Mountain" (Eileen Lewellen, Simeon) - 3:26

## Créditos

### Banda
- Dan Taylor - bateria, percussão, vocal.
- Simeon - oscilador eletrônico, banjo, vocal.

### Produção
- Don Van Gorden – engenharia de som.
- Anonymous Arts - Arte (capa).
- Virginia Dwan - Fotografia.